# Controle de aproximação

Representação esquemática dos principais tipos de espaço aéreo controlado e dos órgãos de controle de tráfego aéreo que respectivamente controlam o tráfego de aeronaves dentro desses espaços.

O controle de aproximação ou APP (do inglês approach control) é um órgão ATC (órgão de controle de tráfego aéreo) que atua em um espaço aéreo do tipo CTR (Zona de Controle) e/ou TMA (Área de Controle Terminal), geralmente (não sempre) de 40 milhas náuticas (74 km) de raio, com o propósito de monitorar e controlar (emitir orientações e comandos) aos pilotos das aeronaves que estão se aproximando para pouso nos aeródromos ou que decolaram e estão se afastando.
Quando uma aeronave se aproxima de um determinado aeródromo, estando a poucos minutos de seu pouso (cerca de 10 km do aeródromo de destino), o APP transfere o controle de tráfego dessa aeronave para a torre de controle (TWR). Do mesmo modo, quando uma aeronave decola de algum aeródromo e afasta-se mais do que (aproximadamente) 10 quilômetros, a TWR transfere o controle de tráfego dessa aeronave para o APP.
No Brasil existem 47 APP.